# Чёрмоз (река)
Чёрмоз (в верховье Нижний Чёрмоз) — река в Пермском крае России, впадает в Камское водохранилище. Ранее являлась правым притоком Камы. Длина — 121 км, общая площадь водосбора — 748 км². Средняя высота водосбора — 185 м. Скорость течения 0,40-0,50 м/с.
Начинается на юге Юсьвинского района, затем течёт по Ильинскому району и впадает в Каму в 792 км от её устья. Крупнейшие населённые пункты на реке — сёла Каргино и Ивановское. В устье реки на берегу Камского водохранилища располагается город Чёрмоз. Высота устья — 108,5 м над уровнем моря.

## Происхождение названия
Кандидат географических наук К. Микова полагает, что название Чёрмоз происходит от коми-пермяцких слов «шор» и «мос», означающих «коровья река».

## Гидрография
Берёт начало под названием Нижний Чермоз, исток реки находится на юге Юсьвинского района Пермского края. Далее река течёт в восточном направлении по Ильинскому району и выходит к Камскому водохранилищу, образуя Чермозский залив. Рельеф бассейна водосбора реки холмистый. В весенний период и во время осенних дождевых паводков река сильно разливается. Весеннее половодье длится на реке с конца апреля по середину мая.

## Притоки
Указано расстояние от устья:
- 2,8 км: река Пожевка (лв)
- 14 км: река Бадья (пр)
- 35 км: река Коряка (в водном реестре — без названия, лв)
- 46 км: река Роман-Шор (лв)
- 62 км: река Ленва (лв)
- 83 км: река Ломашор (лв)
- 91 км: река Ленва (лв)
- 110 км: река Левый Чермоз (лв)

Также Чёрмоз имеет 75 притоков длиной менее 10 км.

## Хозяйственное использование
В 1765 году на реке Чёрмоз был создан Чермозский пруд, использовавшийся как энергоноситель для строящегося здесь медеплавильного завода. Для этого река Чёрмоз была перегорожена свайно-насыпной плотиной длиной 330 метров и шириной 40 м. Территория пруда была очищена от кустарника и леса, были проведены дренажные работы. Кандидат географических наук К. Микова пишет, что Чермозский пруд был крупнейшим на Урале, площадь его составляла 29 км², длина — 12 км, ширина — до 3 км. Плотина на Чёрмозе просуществовала до 1956 года и была демонтирована взрывом в связи с сооружением Камского водохранилища и изменением гидрологической системы в регионе. Металлургический завод, попав в зону подтопления, был закрыт, а Чермозский пруд стал заливом Камского водохранилища.
Пруд, созданный для работы завода, постепенно приобрел самостоятельное хозяйственное значение как источник рыбных запасов, дичи, водного пушного зверя. Добыча рыбы составляла до 25 центнеров с гектара водной поверхности, что позволяло полностью обеспечить потребности города Чёрмоза ипродавать излишки рыбы по всей Пермской губернии.

## Данные водного реестра
По данным государственного водного реестра России относится к Камскому бассейновому округу, водохозяйственный участок реки — Кама от города Березники до Камского гидроузла, без реки Косьва (от истока до Широковского гидроузла), Чусовая и Сылва, речной подбассейн реки — бассейны притоков Камы до впадения Белой. Речной бассейн реки — Кама.
Код объекта в государственном водном реестре — 10010100912111100009097.